# Exostema bicolor
Exostema bicolor là một loài thực vật có hoa trong họ Thiến thảo. Loài này được Poepp. mô tả khoa học đầu tiên năm 1841.